# Janta Palca
Janta Palca (auch: Jantapalka oder Nueva Palca) ist eine Ortschaft im Departamento Potosí im Hochland des südamerikanischen Andenstaates Bolivien.

## Lage im Nahraum
Janta Palca liegt in der Provinz Rafael Bustillo und ist der zehntgrößte Ort des Ayllu Chayantaka im Municipio Chayanta. Die Ortschaft liegt auf einer Höhe von 3922 m in der Cordillera Azanaques am Ufer des nach Osten fließenden Río Nequeta.

## Geographie
Janta Palca liegt östlich des bolivianischen Altiplano im nördlichen Abschnitt der Cordillera Central. Die Vegetation ist die der Puna, das Klima ein typisches Tageszeitenklima, bei dem die mittleren täglichen Temperaturschwankungen deutlicher ausfallen als die jahreszeitlichen Schwankungen.
Die Jahresdurchschnittstemperatur der Region liegt bei 9 °C, die Monatsdurchschnittswerte schwanken zwischen knapp 5 °C im Juni/Juli und 11 °C von November bis März (siehe Klimadiagramm Uncía). Der Jahresniederschlag beträgt 370 mm und fällt vor allem in den Sommermonaten, die aride Zeit mit Monatswerten von maximal 10 mm dauert von April bis Oktober.

## Verkehrsnetz
Janta Palca liegt in einer Entfernung von 147 Straßenkilometern südöstlich von Oruro, der Hauptstadt des benachbarten Departamento Oruro.
Von Oruro führt die asphaltierte Nationalstraße Ruta 1 in südlicher Richtung 22 Kilometer über Vinto nach Machacamarquita, acht Kilometer nördlich von Machacamarca gelegen. In Machacamarquita zweigt die Ruta 6 in südöstlicher Richtung ab und erreicht über Huanuni und über Passhöhen von mehr als 4500 m nach 79 Kilometern die Stadt Llallagua. Von dort führt die Ruta 6 weitere sieben Kilometer in die Provinzhauptstadt Uncía. Hier zweigt eine unbefestigte Landstraße nach Osten ab und erreicht nach 17 Kilometern Chayanta und führt über weitere 22 Kilometer in nordöstlicher Richtung vorbei an Llallaguita, Pongoma und Cutimarca nach Janta Palca.

## Bevölkerung
Die Einwohnerzahl des Ortes ist in dem Jahrzehnt zwischen den beiden letzten Volkszählungen auf fast das Doppelte angestiegen:
| Jahr | Einwohner         | Quelle       |
| ---- | ----------------- | ------------ |
| 1992 | keine Detaildaten | Volkszählung |
| 2001 | 144               | Volkszählung |
| 2012 | 268               | Volkszählung |
| 2024 |                   | Volkszählung |

Die Region weist einen deutlichen Anteil an Quechua-Bevölkerung auf, im Municipio Chayanta sprechen 95,5 Prozent der Bevölkerung Quechua.